# Asie
En asie er et stykke syltet asieagurk. 
Asier syltes ved, at asieagurken skrælles og flækkes på langs. Kernerne fjernes, og hulrummet fyldes med salt. Når saltet har trukket væden ud af agurken, skæres den i stykker, lægges på glas og overhældes med en stærk, opkogt lage af eddike og sukker tilsat krydderier.
Asier anvendes som tilbehør til mange varme retter og som pynt på smørrebrød.